# Riksrådets privilegiebrev 1436
Riksrådets privilegiebrev kallas Stockholms äldsta bevarade privilegiebrev, utfärdat av riksrådet den 1 maj 1436. Brevet anses markera början på Stockholms rikspolitiska storhetstid och brukar användas som referens för starten av Stockholms roll som huvudstaden i riket.
I Riksrådets privilegiebrev regleras förhållandet mellan kronan och Stockholm, på ett för staden gynnsamt sätt, som tack för den "troskap och tjänst som rådet och menigheten i Stockholm hava riket och oss bevisat". Brevet börjar med orden: 
| ” | In nomine sancte et indiuidue trinitatis. Vi Olaff, meth Gudz Nadh ærkebiscop i Upsalom, Bengt Lynköpunghe, Sven i Skara, Thomas i Strengnæs, Olaff i Vesterbros, Magnus i Abo, Niclas i Væghxio, meth sama nadh biscopa; Cristiern Niclisson, droste, Niclis Gödzstafson, Godzschalk Benctsson, […samt ytterligare 44 namn…] a vapn, rikesins radh ok mæn i Sverike, görom vitherlikhit meth thetta vart opna bref, at for troschap ok thiænist, som radhit och menheten i Stockholm hafva rikeno oc oss bevist, sunderlica ther fore at vi upa mena Sverikes rikis væghna ærom sva forente meth thöm ok the meth oss, at riket ok rikesins inbyggiara oc stadhen ok stadzins inbyggeriara skulu her effter til æværdelikin tidh saman blifva ok aldreigh offtermer at skilias, æhvat oss ofver gar upa badha sidor, utan hvar delin fornæmpde schal androm til hielp oc tröst vara meth lif ok godz kronnnone i Sverike til værdughet oc styrkelse, Sverikis rike, Stockholm stadh oc oss allom rikesins oc stadszins inbyggiarom, föddom oc oföddom, til nytto, gagn ok bestand. Ok for them troschap oc kärlek, som riket ok vi ærom thöm nu meth thet första pliktughe, hafvom vi upa mena rikasins væghna unt oc tillåtit meth godhom friom vilia ok beradhno modhe, at radhit oc menhetin i Stockholm, the nu æra oc tilkommande vardha, til æværdelikin tidh mugha oc skula niuta ok bruka effterscrifna artickla, previlegia oc frihet fri oc ohindradha fore oss ok alla vara effterkomanda, ok sculom vi oc vara effterkomanda vara thöm ther til behiælpughe effter vare ythersta macht mot alla mæn, æ hva the hælzt æra, som thöm oc thera effterkomanda her uti i nokrahanda mato hindra vilia. | „ |
| – | |   |

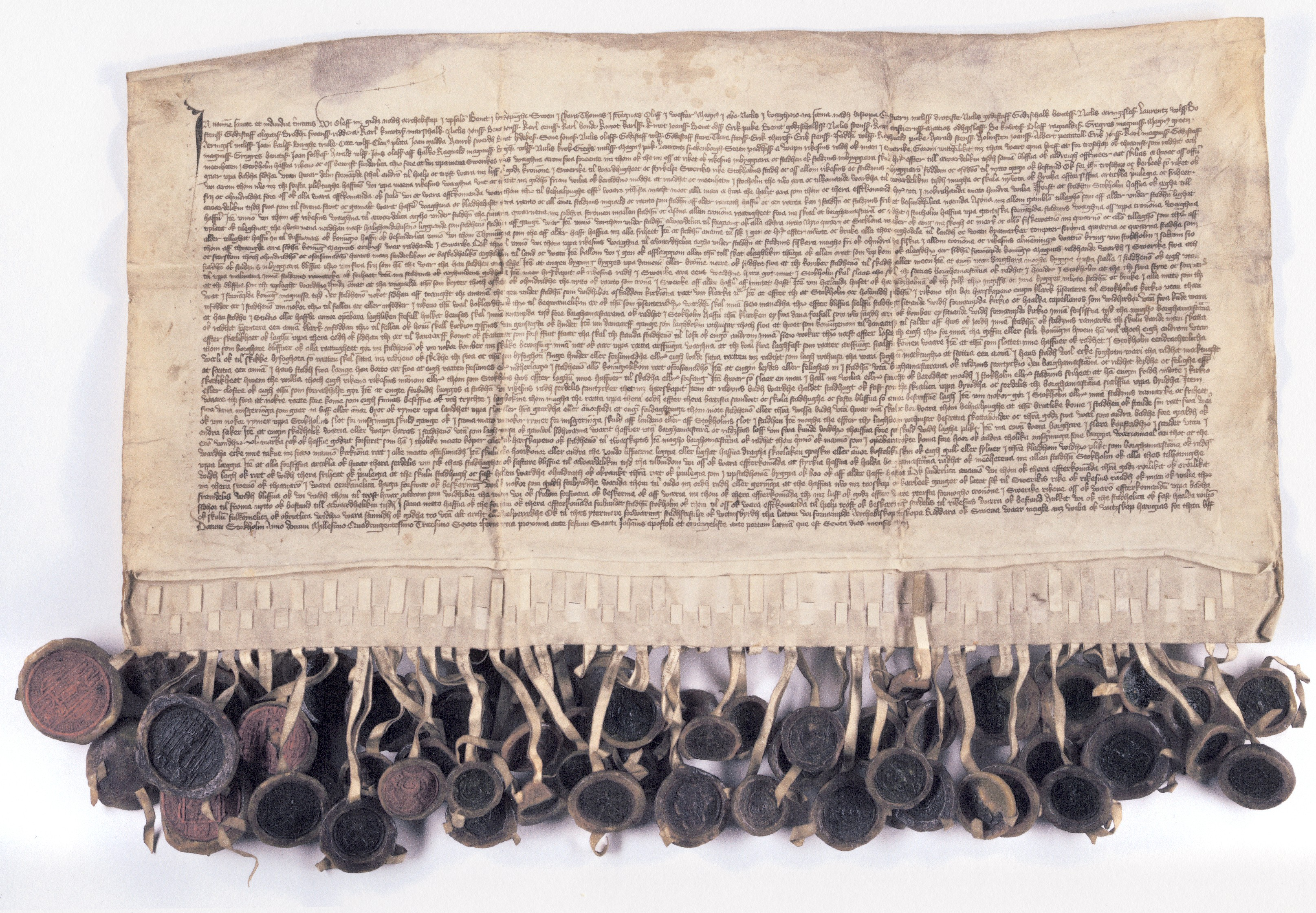
Riksrådets privilegiebrev

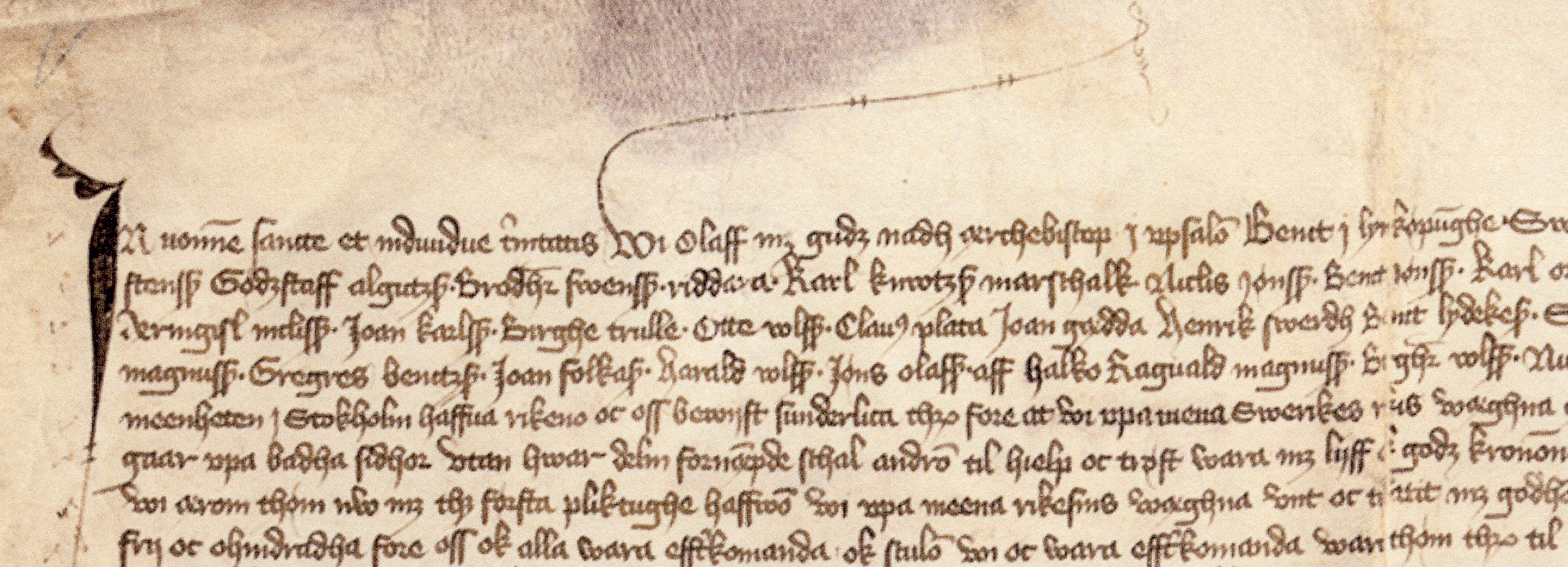
Detalj av brevets inledning

Därefter följer 24 anvisningar och råd (privilegier) så kallade item. Den sista raden är skriven på latin och lyder: 
| ” | Datum Stockholm anno domini milessimo quadringentesimo tircesimo sexto feria tercia proximal ante festum Sancti Johannis apostoli et evangeliste ante portam latinam, que est dies mensis Maii. | „ |

Originalbrevet är av pergament (62 x 34 cm) och har 54 bevarade sigill, där varje sigillband bär sigillägarens namn. Riksrådets privilegiebrev förvaras i Stockholms stadsarkiv i en speciellt för brevet tillverkad kassett.

## Bilder
Privilegiebrevet visades för Wikipedia den 1 april 2009.

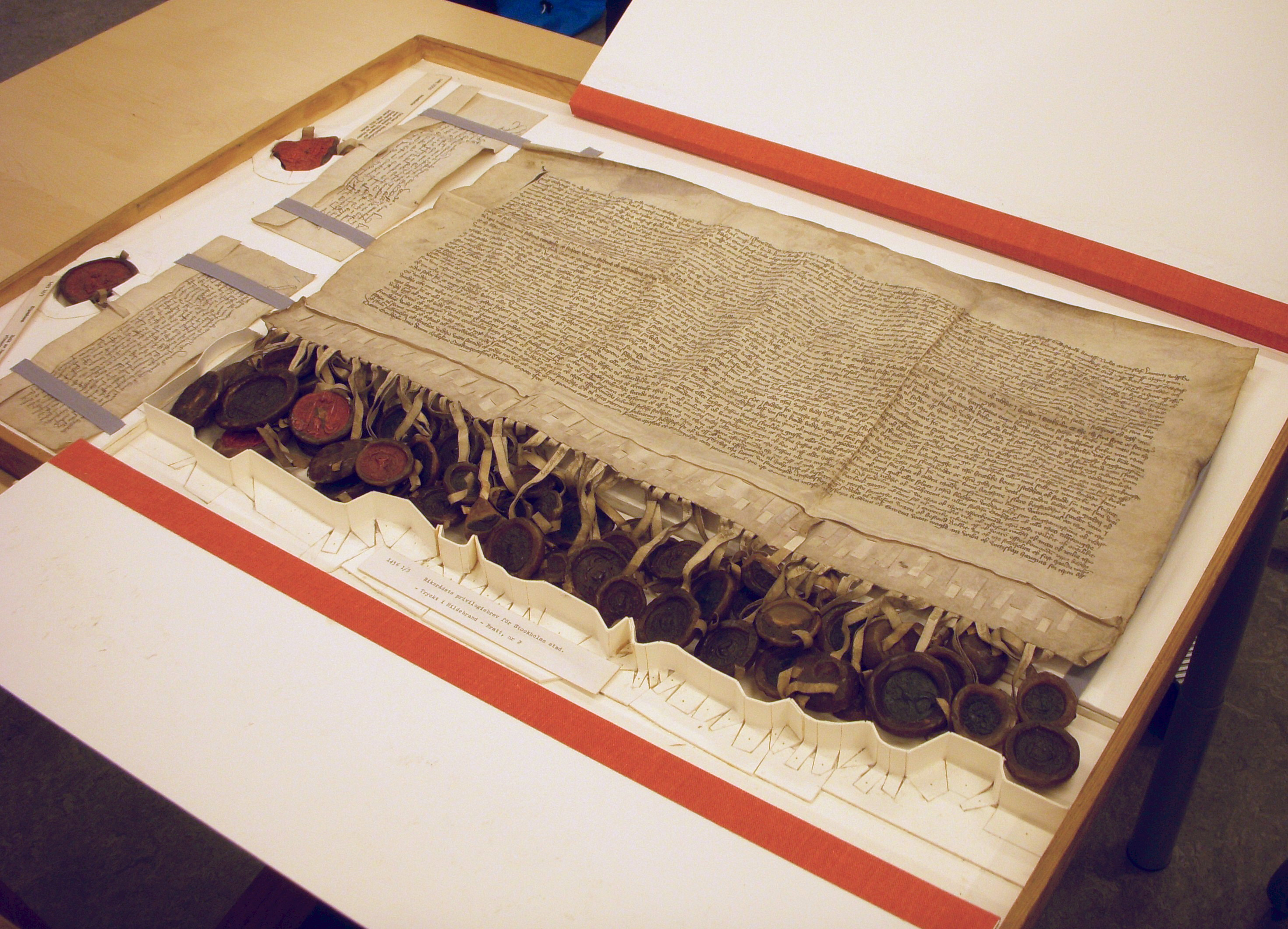
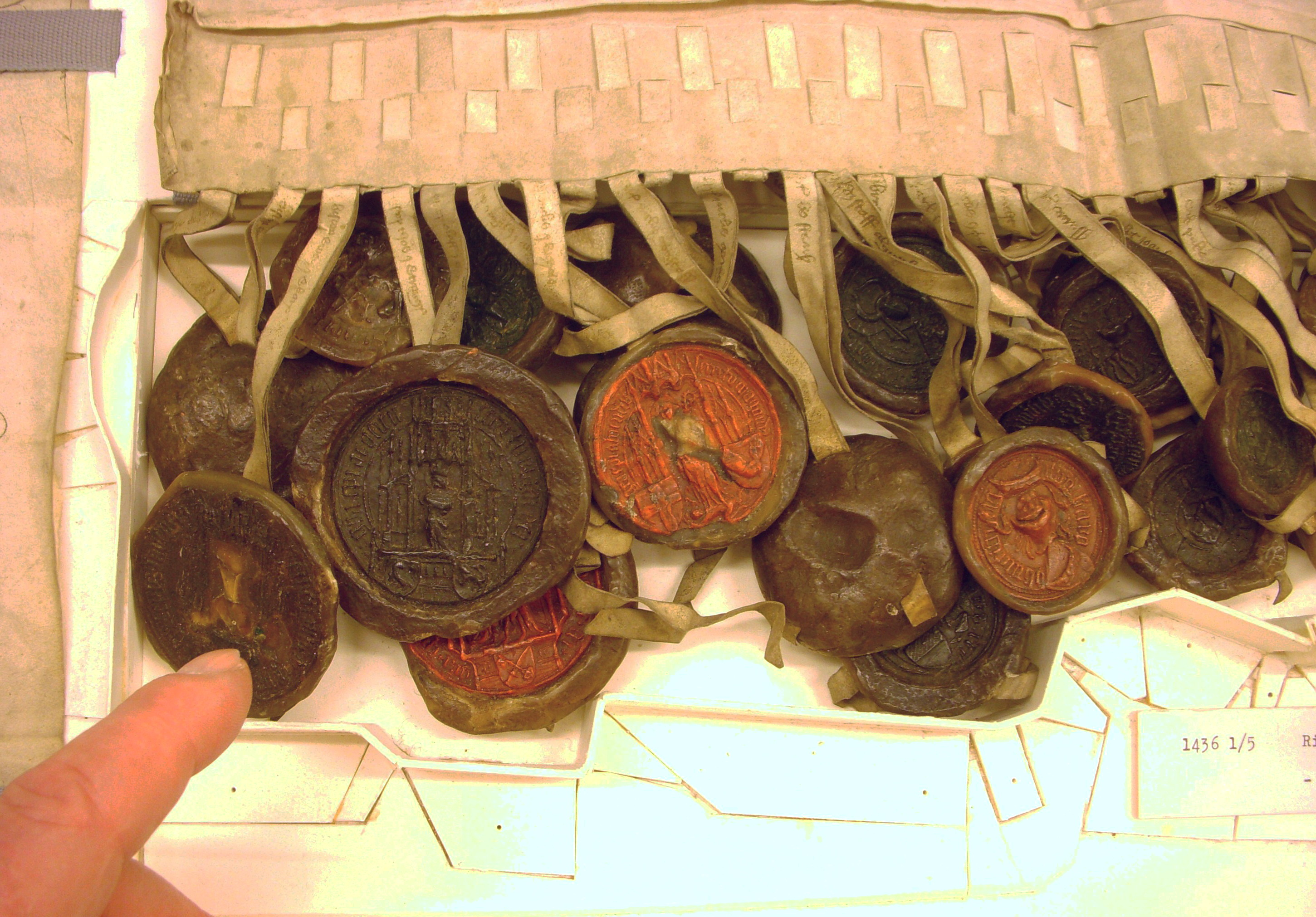
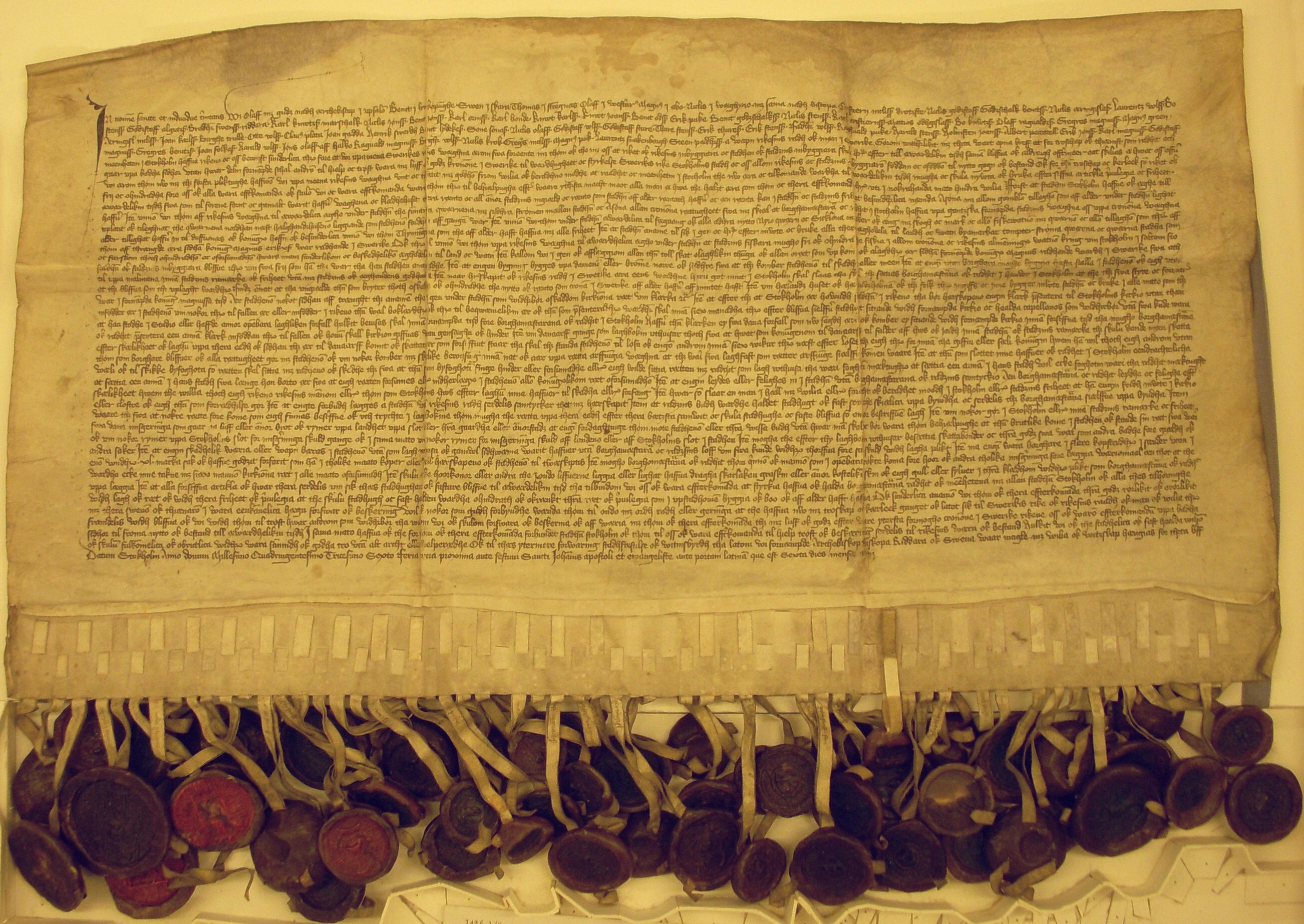
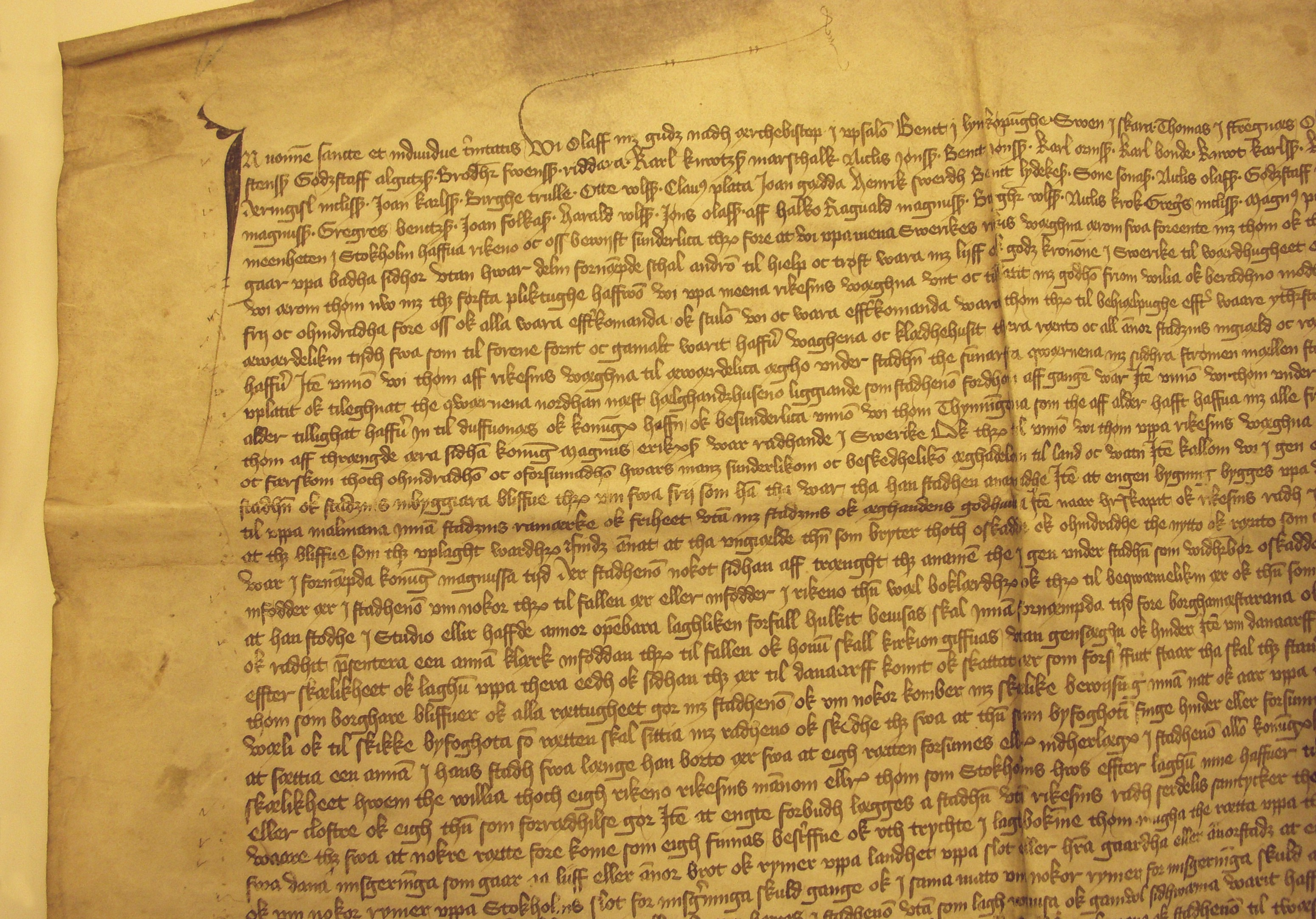